# Ігнашкино (Дуванський район)
Ігна́шкино (рос. Игнашкино, башк. Игнашкин) — присілок у складі Дуванського району Башкортостану, Росія. Входить до складу Михайловської сільської ради.
Населення — 4 особи (2010; 2 у 2002).
Національний склад:
- росіяни — 100 %